# اولنا کراسوفسکا
اولنا کراسوفسکا (اوکراینی: Олена Красовська؛ زادهٔ ۱۷ اوت ۱۹۷۶) دونده دو با مانع زن اهل اوکراین بود.